# Joe Morton
Pour les articles homonymes, voir Morton.
Joe Morton est un acteur américain, né le 18 octobre 1947 à New York.

## Biographie
Joe Morton est né à Harlem (ville de New York). Il est le fils d'Evelyn, secrétaire, et de Joseph Thomas Morton Sr, un officier de renseignement de l'armée américaine,.
En raison de la profession de son père, il passa la plupart de son enfance à Okinawa et dans l'ex-Allemagne de l'ouest (où son père mourut dans des circonstances mystérieuses).
Il a été diplômé de l'université Hofstra.
En octobre 1984, il se maria avec Nora Chavooshian dont il eut trois enfants (deux filles, Hopi et Sata, et un garçon, Ara), et un petit-fils nommé Moses.

### Carrière
Joe Morton fit ses débuts à Broadway dans la comédie musicale Hair, l'opéra-rock Salvation, et fut nommé aux Tony Award pour son rôle dans la comédie musicale Raisin. Il apparut dans plus de 70 films, comme Terminator 2: Le Jugement Dernier (Rôle: Miles Bennett Dyson), Speed (Rôle: Capitaine du LAPD, MacMahon), ou bien Blues Brothers 2000 (Rôle: Cabel "Cab" Chamberlain, caricature de feu le chanteur Cab Calloway), et fit des apparitions dans plusieurs séries télévisées comme le personnage de Dr Steven Hamilton dans les deux premières saisons de Smallville.
À la télévision, Joe Morton fit ses débuts en tant que vedette dans la série télévisée Sanford and Son et son Spin-off Grady (1975-1976), Equal Justice (1990-1991), Under one Roof (1995), DOS : Division des opérations spéciales (2005). Plus récemment, il obtint le personnage du scientifique touche-à-tout Henry Deacon dans Eureka (2006-2013). Il a également joué six saisons dans la série américaine Scandal dans lequel il joue le rôle d'Eli Pope.
Il fait également quelques apparitions en tant qu'avocat dans la série New York, police judiciaire ainsi que dans des Soap-opéra comme C'est déjà demain (Dr James Foster, 1973–74), Another World (Dr Abel Marsh et Leo Mars, 1983–84) ou La Force du destin (Dr Zeke McMillan, 2002).

## Filmographie

### Cinéma
- 1977 : Between the Lines : Ahmed
- 1979 : Justice pour tous (...And Justice for All) : Prison Doctor
- 1982 : Un tueur dans la ville (The Clairvoyant) : Rich
- 1983 : L'Héritier de la panthère rose (Curse of the Pink Panther) : Charlie
- 1984 : The Brother from Another Planet : The Brother
- 1985 : Wanda's Café (Trouble in Mind) : Solo
- 1986 : Crossroads de Walter Hill : l'assistant de Scratch
- 1987 : Stranded : le shérif McMahon
- 1988 : Zelly and Me : Earl
- 1988 : Le Prix de la passion (The Good Mother) : Frank Williams
- 1989 : Tap : Nicky
- 1991 : The Good Policeman
- 1991 : The Lost Platoon : World War II soldier
- 1991 : Terminator 2 : Le Jugement dernier (Terminator 2: Judgment Day) : Dr Miles Bennett Dyson
- 1991 : City of Hope : Wynn
- 1992 : Des souris et des hommes (Of Mice and Men) : Crooks
- 1992 : Forever Young : Cameron
- 1994 : The Inkwell : Kenny Tate
- 1994 : Speed : le capitaine McMahon
- 1995 : The Walking Dead : le sergent Barkley
- 1996 : Ultime décision (Executive Decision) : le sergent 'Cappy' Matheny
- 1996 : Lone Star : le colonel Delmore Payne
- 1997 : Les aventures de l'escamoteur : M. Kent
- 1997 : Speed 2 : Cap sur le danger (Speed 2: Cruise Control) : le lieutenant Herb 'Mac' McMahon
- 1997 : Trouble on the Corner : l'inspecteur Bill
- 1998 : When It Clicks
- 1998 : Blues Brothers 2000 : Cab Chamberlain
- 1998 : Un élève doué (Apt Pupil) : Dan Richler
- 1999 : Intrusion (The Astronaut's Wife) : Sherman Reese, NASA Representative
- 2000 : Un amour infini (Bounce) : Jim Willer
- 2000 : Apparences (What Lies Beneath) : Dr Drayton
- 2001 : Ali : Chauncey Eskridge
- 2002 : Apparitions (Dragonfly) : Hugh Campbell
- 2003 : Crossing : oncle Stan
- 2003 : La Voix des crimes (Thoughtcrimes) : Jon Harper
- 2003 : Paycheck : agent Dodge
- 2004 : Lenny the Wonder Dog : Dr Island
- 2004 : Breaking Dawn : le professeur Simon
- 2005 : Back in the Day (vidéo) : le révérend James Packer
- 2005 : Furtif (Stealth) : le capitaine Dick Marshfield
- 2006 : The Night Listener : Asher
- 2007 : American Gangster : Charlie Williams
- 2008 : The Line : Hodges
- 2016 : Batman v Superman : L'Aube de la justice (Batman v Superman: Dawn of Justice) : Silas Stone (caméo)
- 2017 : Justice League : Silas Stone
- 2019 : Godzilla 2 : Roi des monstres : Dr Houston Brooks
- 2021 : Zack Snyder's Justice League : Silas Stone

### Télévision

#### Téléfilms
- 1979 : Lawman Without a Gun (en) : Louis
- 1980 : Death Penalty : William Terry
- 1981 : We're Fighting Back : Elgin Jones
- 1983 : The Files on Jill Hatch : Carl Hatch
- 1984 : A Good Sport
- 1988 : Terrorist on Trial: The United States vs. Salim Ajami : Tandy
- 1988 : Un quartier d'enfer (Alone in the Neon Jungle) : Ken Fraker
- 1988 : Police Story: Burnout : le sergent Jeff Allen
- 1989 : Howard Beach: Making a Case for Murder : Cederic Sandiford
- 1990 : Challenger : Dr Ronald McNair
- 1990 : Equal Justice : Michael James
- 1992 : Legacy of Lies : Samuel Flowers
- 1995 : In the Shadow of Evil : le lieutenant Royce
- 1997 : Les Patients de Mademoiselle Evers (Miss Evers' Boys) : Dr Sam Brodus
- 1997 : Jack Reed: Death and Vengeance : Gordon Thomas
- 1999 : Mutinerie (Mutiny) : Thurgood Marshall
- 1999 : Y2K : Martin Lowell
- 2000 : Ali: An American Hero : Malcolm X
- 2002 : The Fritz Pollard Story : Host
- 2003 : Jasper, Texas : Walter Diggles
- 2004 : La Rose noire (Gone But Not Forgotten) : Reggie Stewart
- 2016 : All the Way de Jay Roach : Roy Wilkins

#### Séries télévisées
- 1970 : Mission impossible (Mission: Impossible) : l'assistant du pharmacien (saison 5, épisode 10 : Le Fugitif)
- 1974 : C'est déjà demain (Search for Tomorrow) : Dr James Foster
- 1974 : Feeling Good : Jason
- 1975 : Grady (en) : Hal Marshall
- 1976 : M*A*S*H : le capitaine Saunders (saison 4, épisode 17 : Lèvres en feu à Tokyo)
- 1978 : Watch Your Mouth : M. Jeter
- 1984 : Another World : Dr Abel Marsh
- 1985 : Deux flics à Miami (Miami Vice) : le lieutenant Jack Davis (saison 1, épisode 18)
- 1990 : Equal Justice : Michael James (unknown episodes)
- 1992 : New York, police judiciaire : Roland Books (saison 3, épisode 2)
- 1995 : Under One Roof : Ron Langston
- 1995 : New York News (en) : Mitch Cotter
- 1997 : Prince Street : lieutenant Tom Warner
- 2000 : X-Files : Aux frontières du réel - Saison 8, épisode 6 (Combattre le passé : Martin Wells
- 2000 : New York, police judiciaire : avocat de la défense Leon Chiles (saison 10, épisode 24)
- 2000 : New York, police judiciaire : avocat de la défense Leon Chiles (saison 11, épisode 6)
- 2001-2002 : Smallville : Dr Steven Hamilton (saison 1, épisodes 7, 15 et 20 + saison 2, épisode 3)
- 2002 : La Force du destin (All My Children) : Dr Zeke McMillan #2
- 2003 : New York, unité spéciale : Ray Bevins (saison 4, épisode 23)
- 2004 : Dr House : le sénateur Gary Wright (saison 1, épisode 17)
- 2004 : New York, police judiciaire : avocat de la défense Leon Chiles (saison 14, épisode 15)
- 2005 : New York, police judiciaire : avocat de la défense Leon Chiles (saison 15, épisode 16)
- 2005 : Les Experts : Manhattan : Dwight Hillborne (saison 1, épisodes 20 et 21)
- 2006-2012 : Eureka : Henry Deacon
- 2007 : Numbers (série télévisée) (saison 4, épisode 9) : Peter Lange
- 2009 : Warehouse 13 : le révérend John Hill (saison 1, épisode 10)
- 2009 : Brothers and Sisters : Peter Madsen, enseignant en médecine (saison 3, épisode 6 et saison 4, épisodes 3 et 4)
- 2009-2011 : The Good Wife : Daniel Golden, avocat de Peter Florrick (11 épisodes)
- 2010 : FBI : Duo très spécial : Kyle Bancroft (saison 2, épisode 7)
- 2013-2018 : Scandal : Rowan Pope (saisons 2, 3, 4, 5, 6 et 7)
- 2015-2016 : Grace et Frankie : Jason
- depuis 2018 : God Friended Me : le révérend Arthur Finer
- 2019-2020 : The Politician : Marcus Standish
- 2024: Tracker : principal (saison 1 épisode 4)

## Voix françaises
En France
| - Thierry Desroses dans : - L'ombre du mal - Lone Star - New York, unité spéciale (série télévisée) - Les Experts : Manhattan (série télévisée) - Grace et Frankie (série télévisée) - All the Way (téléfilm) - Justice League - Zack Snyder's Justice League - Jean-Paul Pitolin dans : - Furtif - Boston Justice (série télévisée) - The Good Wife (série télévisée) - FBI : Duo très spécial (série télévisée) - Scandal (série télévisée) - Batman v Superman : L'Aube de la Justice - The Politician (série télévisée) - Pascal Renwick, (*1954 - 2006) dans : - Ultime Décision - Intrusion - Jasper, Texas - Paycheck - Dr House (série télévisée) - Lionel Henry dans : - Des souris et des hommes - Blues Brothers 2000 - New York, police judiciaire (série télévisée - saison 3, épisode 2) - New York, police judiciaire (série télévisée - 1re voix, 2 épisodes) | - Constantin Pappas dans : (les séries télévisées) - Eureka - Numbers - Warehouse 13 - Jean-Louis Faure (* 1953 - 2022) dans : - Smallville (série télévisée) - La Voix des crimes (téléfilm) - Marc Bretonnière dans : (les séries télévisées) - JAG - DOS : Division des opérations spéciales et aussi - Michel Vigné dans Tap - Patrick Guillemin (*1950 - 2011) dans Terminator 2 : Le Jugement dernier - Mario Santini (*1945 - 2001) dans Forever Young - Greg Germain dans Speed - Jean-Jacques Nervest dans Speed 2 : Cap sur le danger - Philippe Dumond dans Un élève doué - Frantz Confiac dans Apparences - Jean-Michel Martial (*1952 - 2019) dans Ali - Bruno Dubernat (*1962 - 2022) dans The Practice : Bobby Donnell et Associés (série télévisée) - Pierre Saintons dans New York, police judiciaire (série télévisée - 2e voix, 2 épisodes) - Sidney Kotto dans Back in the Day - Benoît Allemane (*1942 - 2025) dans Brothers and Sisters (série télévisée) - Paul Borne dans American Gangster - Roland Timsit dans Godzilla 2 : Roi des monstres |